# 水城湍蛙
水城湍蛙（学名：Amolops shuichengicus），一种于中华人民共和国贵州省六盘水市水城区（原水城县）玉舍国家森林公园发现的两栖动物，隶属于蛙科湍蛙属。

## 形态特征
水城湍蛙体型小而纤细，雄蛙体长34.6～39.6毫米，雌蛙体长48.5～55.5毫米。身体背面呈棕色，具浅绿色斑点；体侧黄绿色，具大量黑色或棕色污点；四肢背面具不完整黑色横纹；身体腹面为白色，喉部具有红棕色斑纹，胸腹部伴有黄绿色斑点；四肢腹面肉色。